# 'Ndrina
Una 'ndrina è una cosca malavitosa facente parte dell'organizzazione criminale calabrese della 'ndrangheta. È gestita in prevalenza da una famiglia, ossia da un gruppo di membri consanguinei (e anche da altri soggetti affiliati) che controlla un particolare territorio come un paese o un quartiere di una città.
Il nome di una 'ndrina è il cognome della famiglia o in alcuni casi i cognomi di più famiglie che nel tempo hanno stretto legami matrimoniali anche spinte da motivi economici, come ad esempio le 'ndrine Pelle-Vottari o Nirta-Strangio. Il capo di ogni 'ndrina viene detto genericamente capubastuni (capobastone), mentre più 'ndrine di un paese formano la locale. In Calabria vi sono almeno 150 'ndrine, molte delle quali con collegamenti in tutta Italia e all'estero.
Secondo un'indagine di Demoskopica del 2013 vi sarebbero almeno 400 'ndrine con 60 000 affiliati di cui 40 000 in Calabria.

## Etimologia
(II relazione semestrale 2017 della DIA)
La parola potrebbe derivare dal vocabolo greco antico ἀνήρ, ἀνδρός (anèr, andròs, lat. vir, viri, uomo) come la stessa parola 'ndrangheta, oppure secondo altri dal semplice diminutivo gergale di malandrina, intesa come malavita.

## Organizzazione
(Confessione del pentito Antonio Belnome, ex capolocale di Giussano)
- Le "doti" o "fiori" sono i termini con i quali si vuole indicare una sorta di scala gerarchica a "gradi" dell'organizzazione criminale. Si ottiene una dote per particolari meriti o per diritto di nascita (il caso del "giovane d'onore"), e ogni dote dà la possibilità di accedere a particolari funzioni (capo-locale, contabile,...) in seno a una 'ndrina, ad un locale o ad organismi superiori (mandamento, camere di controllo e crimine), e conoscenze a cui prima non poteva accedere. Un affiliato con una certa dote non è tenuto a sapere chi ha una dote superiore alla sua, quale essa sia e cosa comporta in termini di potere. Una dote viene conferita mediante dei riti ben definiti, differenti ognuno per ogni dote, e viene data da affiliati che possiedono la dote che si conferisce o superiore. Inoltre la dote viene ricevuta sempre da un membro della propria 'ndrina/locale e qualora venga conferita in un locale al di fuori della Calabria, deve essere avallata dal locale calabrese di riferimento.[10]
- contrasto o associato, non è una dote ma è la definizione di chiunque non faccia parte dell'organizzazione ed è in contrasto con la stessa
  - contrasto onorato,[11] Anche questa non è una dote, ma è un termine usato per descrivere una persona che desidera affiliarsi, in prova per un periodo di tempo (da pochi mesi a qualche anno) non facente ancora parte dell'organizzazione.
  - giovane d'onore,[11] affiliato per diritto di sangue, una dote non di merito ma per diritto di nascita, appartiene quindi ai figli di esponenti già facenti parte della 'ndrangheta come buon auspicio affinché in futuro possano diventare uomini d'onore.
- picciotto d'onore[11] ovvero i soldati della 'ndrina.
- camorrista,[11] affiliato con funzione simile al capodecina di Cosa Nostra, è più anziano del picciotto d'onore ed è colui che gli assegna gli incarichi.
- sgarrista[11] o camorrista di sgarro, colui che riscuote le tangenti e si occupa della contabilità, simile al consigliere di Cosa Nostra.
- Sorella d'omertà: giocano un ruolo fondamentale anche le donne, già a fine '800 si registrano casi di donne battezzate nell'onorata società. Per la donna è prevista una figura tipica che prende il nome di sorella d'omertà che principalmente deve dare assistenza ai latitanti, ma può anche riscuotere le estorsioni, portare ordini dei capi detenuti all'esterno del carcere; molti beni appartenenti ai sodalizi criminali vengono intestati alle donne ma non sono mancati casi in cui alle donne è stato affidato il comando della 'ndrina poiché il marito capobastone era morto oppure arrestato. Nell'operazione Isola Felice degli anni '90 il pentito Antonio Zagari, ma anche la pentita Rita Di Giovine affermano che oggi la donna non ha affiliazione e non fa alcun giuramento nei confronti dell'organizzazione, e solo per casi particolari: moglie, figlia di un boss o una donna particolarmente meritevole le viene dato il nome di sorella d'omertà.[12]
- 'ndrina distaccata: se una 'Ndrina all'interno del locale di 'Ndrangheta raggiunge il numero di 50 affiliati (aventi tutti la stessa copiata cioè il vertice del locale: caposocietà, capocrimine, contabile) il capobastone può dar vita alla cosiddetta ndrina distaccata che cresce di importanza rispetto alle altre 'ndrine e si estende sul territorio interessato; il distaccamento però deve essere autorizzato dal locale di riferimento. In passato si potevano formare fino a un massimo di 7 'ndrine distaccate.[13]

## Elenco 'Ndrine operanti in Calabria
Questa lista è suscettibile di variazioni e potrebbe essere incompleta o non aggiornata.

Elenco delle 'Ndrine più influenti e luogo d'origine:

### Catanzaro

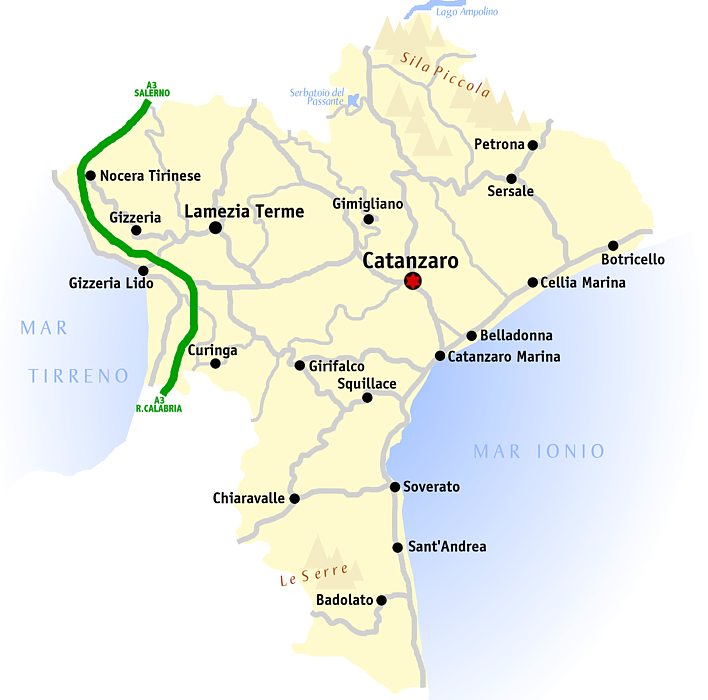
Catanzarese

| Località                         | 'Ndrine | Attività illecite                                                 |
| -------------------------------- | --- | ----------------------------------------------------------------- |
| Catanzaro                        | Abbruzzese, Catanzariti, Chiriaco, Cosca dei Gaglianesi, Costanzo | Traffico di droga, traffico di armi ed estorsioni                 |
| Albi                             | Pisani, Pane-Iazzolino |                                                                   |
| Badolato                         | Gallelli |                                                                   |
| Belcastro                        | Pane-Iazzolino |                                                                   |
| Borgia                           | Cossari, Pilo, Giacobbe, Danieli, Passafaro, Catarisano |                                                                   |
| Botricello                       | Trapasso, Scumaci, Mannolo |                                                                   |
| Cerva                            | Bubbo, Carpino, Gentile, Marchio |                                                                   |
| Cropani                          | Trapasso, Tropea-Talarico |                                                                   |
| Chiaravalle Centrale             | Iozzo-Chiefari, Sestito |                                                                   |
| Davoli                           | Procopio, Monterosso |                                                                   |
| Gagliato                         | Grattà, Iozzo-Chiefari, Sestito |                                                                   |
| Guardavalle                      | Gallace, Gallelli, Cimino, Leuzzi, Mandalari, Novella, Riitano, Tedesco, Turrà, Vitale | Traffico di droga                                                 |
| Lamezia Terme                    | Cerra, Anello, Fruci, Cannizzaro, De Fazio, Bagalà, Argento, Mauro, Corrado, Dattilo, De Luca, Arcieri, Strangis, Gattini, Giampà, Daponte, Gualtieri, Iannazzo, Mercuri, Mezzatesta, Pagliuso, Pane, Scalise, Torcasio, Zamparo | Estorsioni                                                        |
| Magisano                         | Pane-Iazzolino |                                                                   |
| Marcedusa                        | Trovato |                                                                   |
| Petronà                          | Carpino, Bubbo |                                                                   |
| San Sostene                      | Procopio-Lentini |                                                                   |
| Sant'Andrea Apostolo dello Ionio | Mongiardo, Codispoti, Cosentino |                                                                   |
| Santa Caterina dello Ionio       | Emmanuele, Colubriale, Fiorenza |                                                                   |
| Satriano                         | Procopio-Altamura |                                                                   |
| Sersale                          | Pane-Iazzolino, Bubbo, Carpino |                                                                   |
| Soverato                         | Arena, Todaro, Chiefari, Iozzo, Novella, Pilo, Tripodi, Sia-Procopio-Lentini, Vallelunga, Monterosso | Traffico di droga, traffico di armi, estorsioni, appalti pubblici |
| Taverna                          | Pane-Iazzolino |                                                                   |
| Torre di Ruggiero                | Iozzo-Chiefari |                                                                   |
| Vallefiorita                     | Catroppa, Tolone, Bruno |                                                                   |

### Cosenza

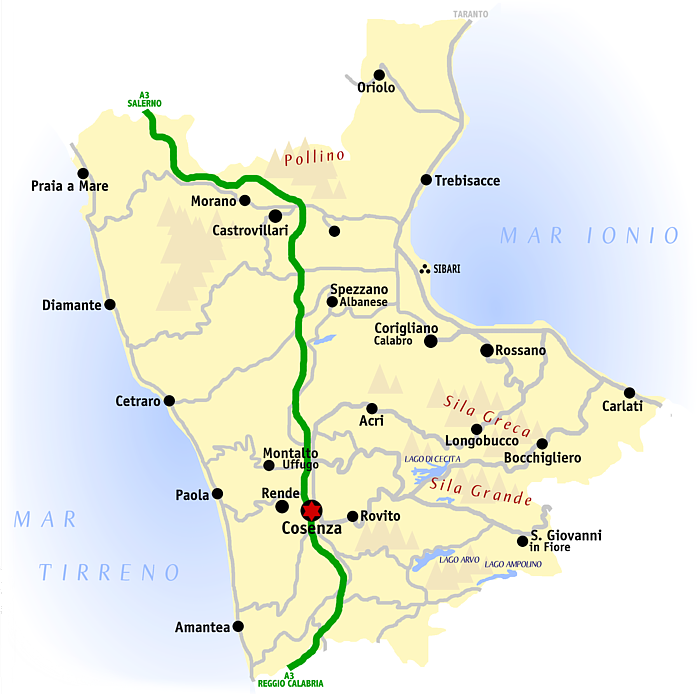
Cosentino

| Località              | 'Ndrine                                                                              | Attività illecite                                                |
| --------------------- | ------------------------------------------------------------------------------------ | ---------------------------------------------------------------- |
| Cosenza               | Cicero, Bertelli, Perna, Lanzino-Patitucci, Pranno, Musacco-Castiglia, Rango-Zingari |                                                                  |
| Altomonte             | Magliari                                                                             |                                                                  |
| Amantea               | Gentile, Africano, Besaldo                                                           | Infiltrazioni nella pubblica amministrazione                     |
| Belvedere Marittimo   | Valante                                                                              |                                                                  |
| Cariati               | Critelli                                                                             | Estorsione, Riciclaggio, usura e traffico di stupefacenti        |
| Cassano all'Ionio     | Abruzzese, Faillace, Forastefano, Pepe                                               |                                                                  |
| Castrovillari         | Di Dieco                                                                             |                                                                  |
| Cetraro               | Muto, Polillo                                                                        |                                                                  |
| Corigliano Calabro    | Abruzzese, Carelli, Perri                                                            |                                                                  |
| Francavilla Marittima | Portoraro                                                                            |                                                                  |
| Fuscaldo              | Fenia, Stummo                                                                        |                                                                  |
| Mandatoriccio         | Greco, Critelli                                                                      |                                                                  |
| Mirto                 | Critelli                                                                             |                                                                  |
| Paola                 | Calvano, Martello, Muto, Scofano, Serpa                                              |                                                                  |
| Rende                 | Lanzino                                                                              | Infiltrazioni nella pubblica amministrazione                     |
| Rossano               | Galluzzi, Acri-Morfò, Tripodoro                                                      |                                                                  |
| Santa Maria del Cedro | Femia                                                                                |                                                                  |
| San Lucido            | Calvano, Tundis, Basile                                                              |                                                                  |
| Saracena              | Blotta                                                                               |                                                                  |
| Scalea                | Stummo, Valente                                                                      | Infiltrazione pubblica amministrazione, traffico di droga e armi |

### Crotone

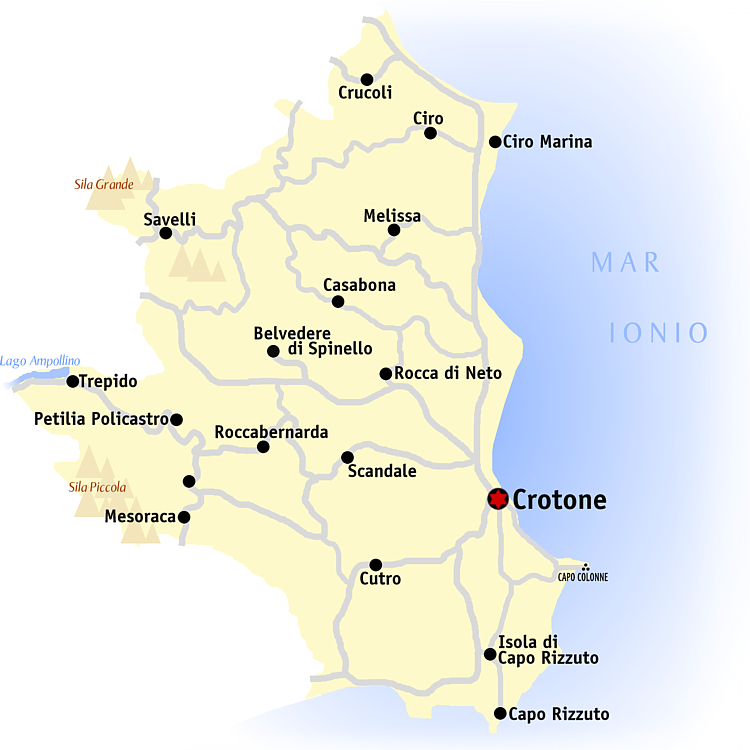
Crotonese

| Località              | 'Ndrine                                                         | Attività illecite                      |
| --------------------- | --------------------------------------------------------------- | -------------------------------------- |
| Crotone               | Barillari-Foschini, Vrenna-Ciampà-Corigliano-Bonaventura, Megna |                                        |
| Casabona              | Alessio                                                         |                                        |
| Cirò                  | Farao-Marincola,Cataldi                                         | Traffico di droga, estorsioni          |
| Cutro                 | Dragone, Grande Aracri                                          | Traffico di droga, appalti             |
| Isola di Capo Rizzuto | Arena, Maesano, Nicoscia, Paparo                                | Traffico di droga, appalti, estorsioni |
| Mesoraca              | Ferrazzo                                                        |                                        |
| Papanice              | Megna, Russelli                                                 |                                        |
| Petilia Policastro    | Comberiati, Cosco, Ierardi, Garofalo, Vona                      |                                        |
| Rocca di Neto         | Iona                                                            |                                        |
| San Leonardo di Cutro | Trapasso, Mannolo, Zoffreo                                      |                                        |
| San Mauro Marchesato  | Greco                                                           |                                        |
| Strongoli             | Giglio, Valente, Dima                                           |                                        |

### Reggio Calabria

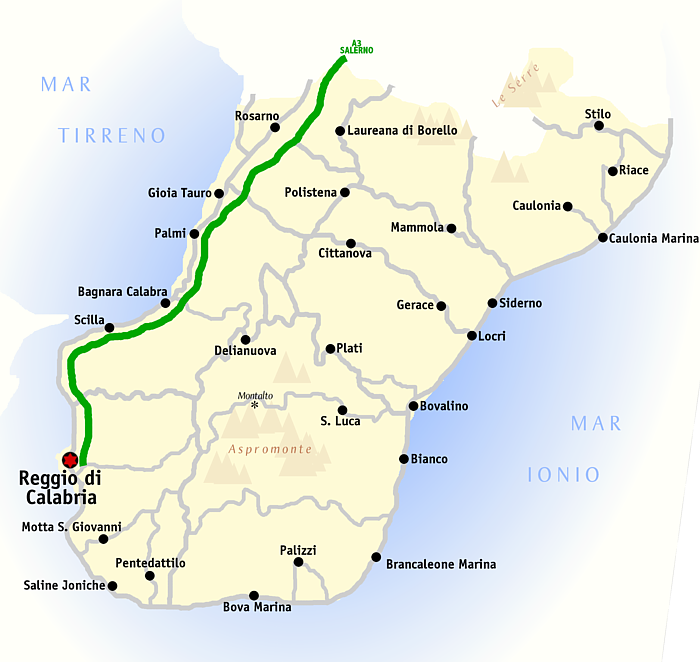
Provincia di Reggio Calabria

| Località                      | 'Ndrine | Attività illecite                                                         |
| ----------------------------- | --- | ------------------------------------------------------------------------- |
| Reggio Calabria               | Canale, Tripodo, Condello, Di Giovine, De Stefano, Ficara, Iannò, Labate, Latella, Tegano, Libri, Caracciolo-Zindato, Lo Giudice, Pizzimenti, Rosmini, Saraceno, Valle-Lampada (trasferita a Vigevano) Araniti | Infiltrazione in appalti, voto di scambio, riciclaggio, traffico di droga |
| Bagaladi                      | Paviglianiti |                                                                           |
| Bova                          | Talia |                                                                           |
| Bova Marina                   | Scriva, Vadalà |                                                                           |
| Cardeto                       | Serraino |                                                                           |
| Calanna                       | Greco |                                                                           |
| Condofuri                     | Casile, Paviglianiti, Rodà |                                                                           |
| Fiumara                       | Condello, Tegano, Saraceno-Fontana, Rosmini, Serraino e Rugolino, Zito, Buda |                                                                           |
| Lazzaro di Motta San Giovanni | Spanti |                                                                           |
| Melito di Porto Salvo         | Iamonte-Moscato, Zavettieri, Rosmini | Smaltimento di rifiuti tossici, traffico di cocaina e di armi             |
| Roccaforte del Greco          | Pangallo, Verno |                                                                           |
| Roghudi                       | Favasuli, Maesano, Pangallo, Verno, Zavettieri |                                                                           |
| San Lorenzo                   | Paviglianiti, Stilo, Gagliardi |                                                                           |
| San Procopio                  | Alvaro |                                                                           |
| Sant'Eufemia d'Aspromonte     | Araniti Alvaro, Luppino |                                                                           |
| Sinopoli                      | Alvaro, Violi, Palamara |                                                                           |
| Scilla                        | Nasone-Gaietti |                                                                           |
| Villa San Giovanni            | Bertuca, Buda-Imerti, Condello, Fontana, Garonfolo,Saraceno, Zito |                                                                           |

### Piana di Gioia Tauro

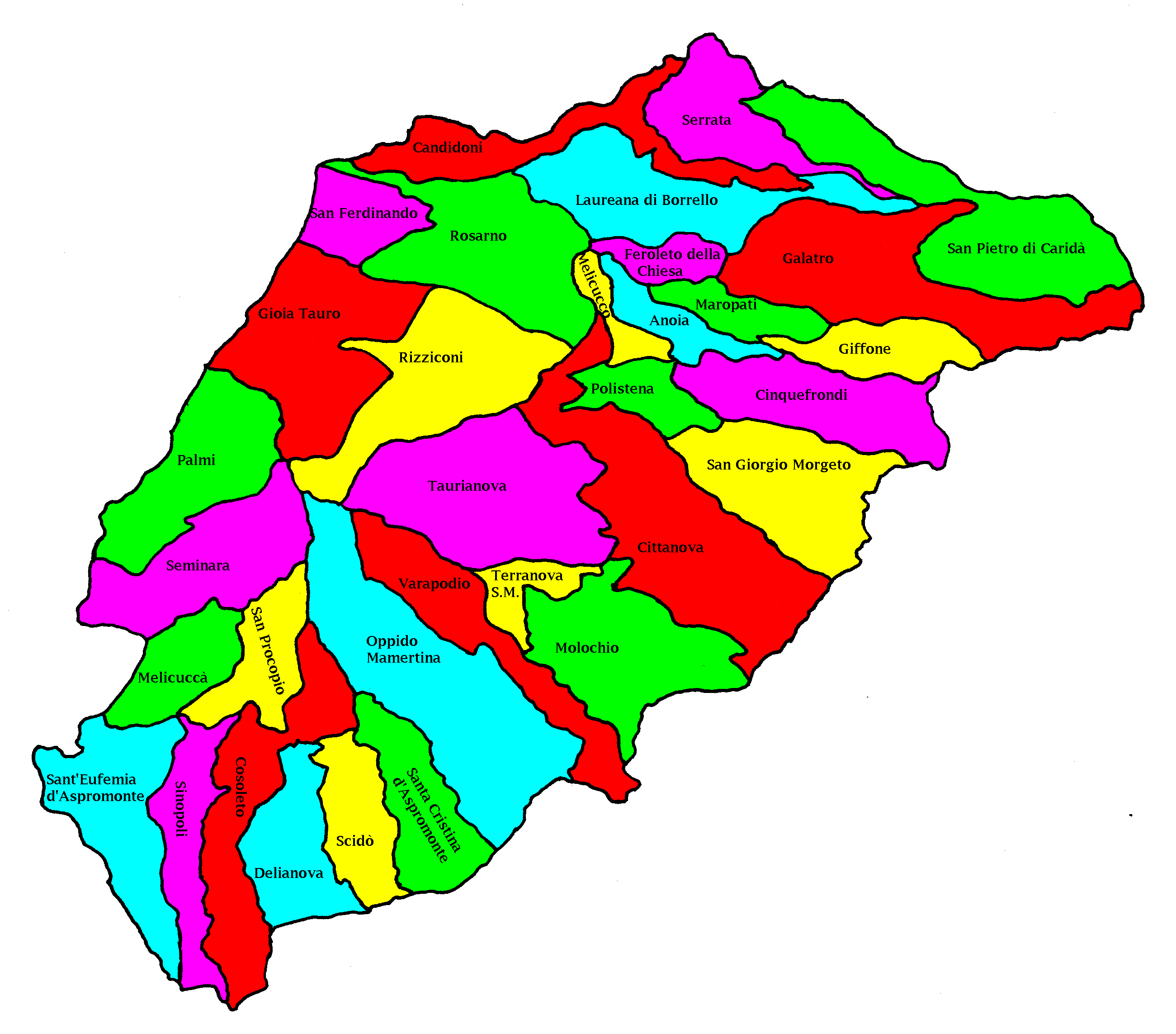
Comuni di Gioia Tauro

| Località             | 'Ndrine | Attività illecite                       |
| -------------------- | --- | --------------------------------------- |
| Gioia Tauro          | Molè, Piromalli, Brandimarte galastro | Traffico di droga, Traffico d'armi      |
| Candidoni            | Albanese |                                         |
| Cinquefrondi         | Ieraci-Petullà, Ladini, Foriglio, Rositano, Iannizzi, Giardino,Filippone                                                                   |                                         |
| Cittanova            | Ligato - Raso-Anselmo - Albanese - Gullace, Facchineri                                                                                     |                                         |
| Galatro              | Panetta |                                         |
| Giffone              | Mercuri, Larosa |                                         |
| Laureana di Borrello | D'Agostino, Ferrentino-Chindamo, Lamari |                                         |
| Oppido Mamertina     | Bonarrigo, Ferraro, Gugliotta, Mammoliti-Rugolo, Mazzagatti, Polimeni, Stefanelli, Zumbo                                                   |                                         |
| Palmi                | Parrello, Gallico, Condello, Sgrò, Merlino, Sciglitano, Bruzzise                                                                           |                                         |
| Melicucco            | Filippone | Traffico di droga                       |
| Polistena            | Longo-Versace, Varone |                                         |
| Rizziconi            | Crea, Varone |                                         |
| Rosarno              | Bellocco, Pesce, Figliuzzi, Cacciola-Grasso                                                                                                | Traffico di droga                       |
| San Ferdinando       | Lamalfa, Bellocco/Cimato, Pesce/Pantano |                                         |
| Seminara             | Gioffrè, Figliuzzi, Romeo, Santaiti Caia, Pellegrino, Brindisi, Piccolo                                                                    | Traffico di droga                       |
| San Giorgio Morgeto  | Facchineri |                                         |
| San Pietro di Caridà | Albanese |                                         |
| Serrata              | Albanese |                                         |
| Taurianova           | Asciutto, Cianci-Maio-Hanoman, Avignone, Corica, Fazzalari, Furfaro, Bono, Leva,Giovinazzo, Grimaldi, Neri, Sposato, Viola, Zagari, Zappia | Traffico e spaccio di droga, guardianìa |
| Varapodio            | Condello, Fazzalari, Bagnato, Arena |                                         |

### Locride

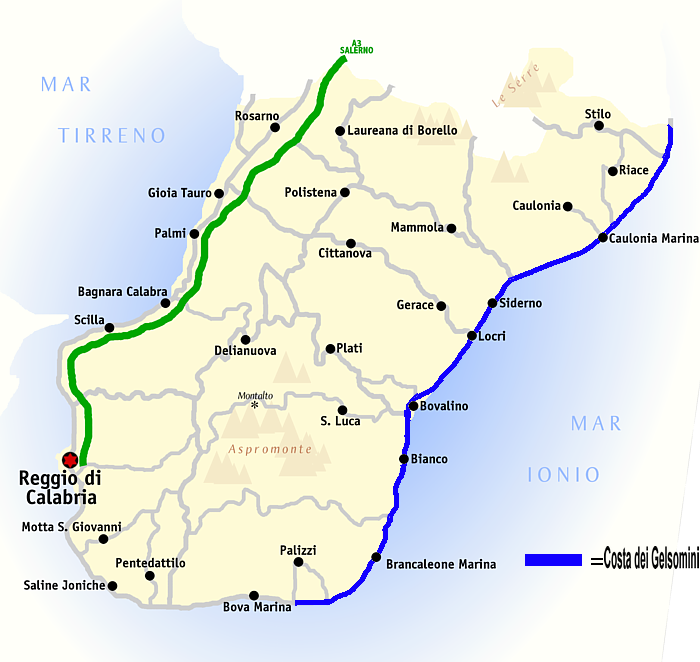
Locride indicata dalla linea blu

| Località                 | 'Ndrine                                                                                             | Attività illecite                                                                                     |
| ------------------------ | --------------------------------------------------------------------------------------------------- | --- |
| Locri                    | Cataldo, Marafioti Cordì, Guastella, Floccari, Lascala                                              | |
| Africo                   | Bruzzaniti, Criaco, Favasuli, Mollica, Morabito, Palamara, Zappia                                   | Traffico di armi e droga, appalti pubblici                                                            |
| Brancaleone              | Cuppari                                                                                             | |
| Bruzzano Zeffirio        | Scriva, Morabito                                                                                    | |
| Careri                   | Cua-Ietto-Pipicella                                                                                 | |
| Canolo                   | D'Agostino,                                                                                         | Operazione Saggezza del 2013                                                                          |
| Caulonia                 | Maiolo, Manno                                                                                       | Traffico di armi e droga                                                                              |
| Gioiosa Jonica           | Demasi, Gallizzi, Ierinò, Sainato, Ursino, Belfiore, Simonetta                                      | Traffico di droga, traffico di armi, estorsioni e sequestro di persona                                |
| Grotteria                | Bruzzese, Panetta                                                                                   | |
| Mammola                  | Callà, Scali                                                                                        | |
| Marina di Gioiosa Ionica | Aquino, Coluccio, Mazzaferro, Lo Presti, Scali, Femia, Agostino, Pugliese                           | Traffico di armi e droga                                                                              |
| Monasterace              | Loiero, Ruga                                                                                        | Appalti nella zona in campo edilizio e controllo del settore agricolo, traffico di droga              |
| Platì                    | Tropeano, Barbaro, Cirella, Marando, Papalia,Sissoldo,Perre, Trimboli, Sergi                        | Traffico di droga, estorsioni, traffico di armi, appalti e subappalti nel campo dell'edilizia         |
| Roccella Jonica          | Carrozza, Coluccio                                                                                  | |
| San Luca                 | Nirta-Strangio, Giampaolo, Calabrò, Nirta (La Maggiore), Pelle-Vottari, Romeo, Mammoliti, Codispoti | Traffico di droga, traffico di armi, estorsioni, smaltimento di scorie nucleari, sequestro di persona |
| Sant'Ilario dello Ionio  | Belcastro, D'Agostino                                                                               | |
| Siderno                  | Costa, Macrì, Commisso, Rumbo-Galea-Figliomeni, Curciarello, Barranca                               | |
| Stignano                 | Leuzzi                                                                                              | Traffico di droga                                                                                     |
| Stilo                    | Crea-Simonetti, Metastasio                                                                          | |

### Vibo Valentia

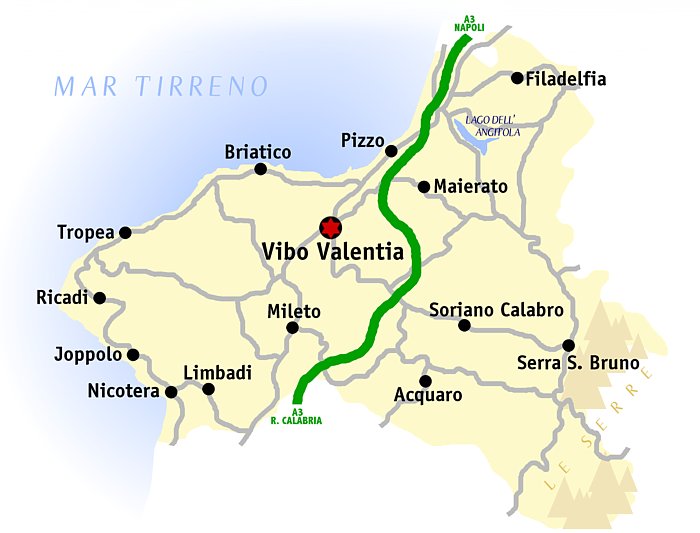
Vibonese

| Acquaro               | Mancuso, Albanese, Vallelunga, Maiolo                                                                 | |                                   |           |           |  |
| Briatico              | Mancuso, Fiarè-Gasparro-Razionale, Accorinti                                                          | |                                   |           |           |  |
| Dasà                  | Mancuso, Maiolo                                                                                       | |                                   |           |           |  |
| Dinami                | Mancuso, Albanese, Vallelunga, Oppedisano                                                             | |                                   |           |           |  |
| Fabrizia              | Mancuso, Montagnese, Nesci                                                                            | |                                   |           |           |  |
| Filadelfia            | Anello-Fiumara, Fruci                                                                                 | |                                   |           |           |  |
| Filandari             | Soriano                                                                                               | Traffico di droga, estorsioni |                                   |           |           |  |
| Filogaso              | Cracolici                                                                                             | Appalti, estorsioni |                                   |           |           |  |
| Francavilla Angitola  | Anello-Fiumara, Fruci                                                                                 | |                                   |           |           |  |
| Gerocarne             | Loielo-Gallace-Figliuzzi, Emanuele (Nella frazione di Ariola), Stambè (Nella frazione di Sant'Angelo) | |                                   |           |           |  |
| Limbadi               | Mancuso                                                                                               | Traffici internazionali di armi, droga, materiale esplosivo, contrabbando, riciclaggio, smaltimento, usura, estorsione, appalti pubblici, narcotraffico, bische clandestine, gioco d'azzardo, prostituzione, truffa allo Stato, sequestro di persona, infiltrazioni nella pubblica amministrazione, amministrazione politica, corruzione alle forze dell'ordine e allo Stato. |                                   |           |           |  |
| Maierato              | Mancuso, Cracolici                                                                                    | |                                   |           |           |  |
| Mileto                | Pititto-Prostamo-Iannello, Galati (di San Giovanni in Mileto), Mancuso, Tavella                       | Traffico internazionale di droga |                                   |           |           |  |
| Mongiana              | Mancuso, Vallelunga                                                                                   | |                                   |           |           |  |
| Nardodipace           | Mancuso, Tassone (in frazione di Cassari)                                                             | |                                   |           |           |  |
| Nicotera              | Mancuso                                                                                               | Traffici internazionali di: armi, droga, materiale esplosivo, contrabbando, riciclaggio, smaltimento, usura, estorsione, appalti pubblici, bische clandestine, gioco d'azzardo, truffa allo Stato, sequestro di persona, infiltrazioni nella pubblica amministrazione, amministrazione politica, corruzione alle forze dell'ordine e allo Stato.                              | Traffico internazionale di droga. | Parghelia | Il Grande |  |
| Pizzo Calabro         | Mancuso, Fiumara, Pardea                                                                              | |                                   |           |           |  |
| Portosalvo            | Tripodi, Covato-Mirenzio, Mancuso                                                                     | |                                   |           |           |  |
| San Gregorio d'Ippona | Mancuso, Fiarè, Gasparro, Razionale                                                                   | |                                   |           |           |  |
| Sant'Onofrio          | Mancuso, Bartolotta, Bonavota, Cugliari                                                               | |                                   |           |           |  |
| Serra San Bruno       | Mancuso, Ciconte, Figliuzzi, Turrà, Vallelunga                                                        | |                                   |           |           |  |
| Sorianello            | Mancuso, Figliuzzi, Ciconte, Emanuele, Loielo                                                         | |                                   |           |           |  |
| Soriano Calabro       | Mancuso, Loielo, Figliuzzi, Emanuele, Idà                                                             | |                                   |           |           |  |
| Stefanaconi           | Mancuso, Bartolotta, Figliuzzi, Patania, Petrolo, Piscopisani                                         | |                                   |           |           |  |
| Tropea                | Mancuso, La Rosa, Piserà                                                                              | |                                   |           |           |  |
| Zungri                | Mancuso, Purita, Accorinti-Fiammingo                                                                  | |                                   |           |           |  |
| Vibo Valentia         | Mancuso, Barba, Fortuna, Idà, Lo Bianco, Pardea, Piscopisani                                          | |                                   |           |           |  |

## 'Ndrine nel resto d'Italia
| Regione               | 'Ndrine | Attività criminali |
| --------------------- | --- | --- |
| Lombardia             | Arena, Barbaro, Bellocco, Critelli, De Luca, De Stefano, Di Giovine, Facchineri, La Rosa, Piserà, Farao, Marincola, Gattini, Iamonte, Mancuso, Molluso, Mazzaferro, Morabito, Nicoscia, Novella, Panetta, Pangallo, Papalia, Paparo, Paviglianiti, Pesce, Piromalli, Rosmini, Trovato, Valle-Lampada       | traffico di cocaina ed eroina, armi, edilizia, locali notturni, usura, infiltrazioni nella Pubblica amministrazione. |
| Piemonte              | Agresta, Belcastro, Belfiore, Sainato, Bonavota, Bruzzaniti, D'Agostino, Fruci, Ierinò, Ilacqua, Commisso, Macrì, Mancuso, Crea-Simonetti, Mazzaferro, Lo Presti, Megna, Morabito, Marando, Napoli, Sissoldo,Pesce, Bellocco, Palamara, Romanello, Rosmini, Polifroni, Trimboli, Ursino, Varacalli, Vrenna | traffico di stupefacenti, prostituzione, traffico di armi, usura, estorsioni, gioco d'azzardo, riciclaggio, edilizia, infiltrazioni nella Pubblica amministrazione                                                                                            |
| Liguria               | Albanese, Asciutto, Bellocco, Bruzzaniti, Condello, De Stefano, Farao, Figliuzzi, Fruci, Pesce, Gullace, Iamonte, Libri, Neri, Macrì, Mazzaferro, Morabito, Papalia, Piromalli, Raso, Romeo, Rosmini, Santaiti, Ursino, Palamara, Pellegrino-Barillaro.                                                    | |
| Lazio                 | Mancuso, Alvaro, Barbaro, Codispoti, Condello, Farao, Figliuzzi, Anello, Fruci, Gallace, Mollica, Iamonte, Marincola, Metastasio, Morabito, Nirta, Nirta-Strangio, Novella, Palamara, Pesce, Pisano, Ruga, Viola, Rosmini, Zagari, Fiarè                                                                   | i traffici illeciti per quanto riguarda la pubblica e privata edilizia, esercizi commerciali, estorsione, gioco d'azzardo, pizzo sulle attività criminali, riciclaggio denaro, traffico di stupefacenti, usura, infiltrazioni nella Pubblica Amministrazione. |
| Emilia-Romagna        | Cataldo, Bellocco, Dragone, Grande Aracri, Mammoliti, Mancuso, Nicoscia, Nirta, Figliuzzi, Pompeo, Scriva, Strangio, Vadalà e Vrenna. | narcotraffico, bische clandestine, usura, estorsioni, traffico di armi, riciclaggio. |
| Toscana               | Alvaro, Bellocco, Facchineri, Gallace, Iamonte, Mancuso, Marincola, Santomauro, Nirta\|, Novella, Raso, | traffico di droga, estorsione e usura, riciclaggio |
| Umbria                | Bruzzaniti, Facchineri, Morabito, Palamara, Giglio | |
| Molise                | | |
| Trentino-Alto Adige   | Perre, Sergi | traffico di droga ed attività estorsive |
| Puglia                | Bellocco | |
| Friuli-Venezia Giulia | Mancuso | narcotraffico, le bische clandestine, l'usura, le estorsioni e il traffico di armi. |
| Veneto                | Morabito, Pangallo, Pesce, Vrenna | |
| Valle d'Aosta         | Asciutto, Grimaldi, Facchineri, Iamonte, Libri, Neri, Nirta, Torcasio | |
| Marche                | Alvaro, Cordì, Commisso-Macrì, Nirta, Ursino | traffico di cocaina |
| Sardegna              | Nirta-Strangio, Ferrazzo, Bellocco | |
| Abruzzo               | Mancuso, Cuppari | |
| Basilicata            | Ierinò, Mammoliti, Pesce, Serraino | |

Manno-Maiolo